# Kindu
Kindu là thành phố ở Cộng hòa Dân chủ Congo, tỉnh lỵ của tỉnh Maniema. Thành phố có dân số khoảng 200.000 người, tọa lạc bên sông Congo ở độ cao khoảng 500 mét trên mực nước biển và có cự ly 400 km về phía tây Bukavu.
Kindu được kết nối đường sắt với Kalemie, Kamina và Kananga. Thành phố có một sân bay với đường băng dài 2200 mét. Đường bộ ở Maniema ở tình trạng tồi tệ. Thành phố này đã từng là một trung tâm ngà voi, vàng và buôn bán nô lệ trong thế kỷ 19. Các nhà buôn Ả Rập-nguwif Swahili đã đóng cơ sở ở đây vào khoảng năm 1860.